# عبد المجيد مناصرة
عبد المجيد مناصرة من مواليد 18 مارس 1964 بولاية باتنة الجزائرية مفكر وسياسي جزائري برلماني ووزير سابق، ورئيس جبهة التغيير المحلة سابقا ورئيس حركة مجتمع السلم سابقا ونائب رئيس المنتدى العالمي للبرلمانيين الإسلاميين سابقا .شغل عدة مناصب سامية في الدولة الجزائرية يعتبر تلميذ محفوظ نحناح، ويشغل حاليا رئاسة المنتدى الإسلامي العالمي للبرلمانيين 

## نشأته
ولد عبد المجيد مناصرة يوم 18 مارس 1964 بولاية باتنة بالجزائر حيث زاول دراسته الابتدائية والثانوية قبل أن ينتقل إلى بومرداس حيث تحصل على شهادة مهندس دولة في الصناعات الميكانيكية عام 1987.

## حياته
عمل كأستاذ في مادة الميكانيك من 1987 إلى غاية 1990 حيث كلف بإدارة جريدة النبأ لسان حال حركة مجتمع السلم (حماس).
بعد الانقلاب على الشرعية في 1991 كان الأستاذ عبد المجيد مناصرة عضوا بالمجلس الوطني الانتقالي حيث تولىّ منصب نائب الرئيس من سنة 1994 إلى غاية 1997.
كما تولى منصب وزير الصناعة وإعادة الهيكلة من جوان 1997 إلى جوان 2002، وعضوية المجلس الشعبي الوطني (البرلمان الجزائري) منذ 2002.
إمتد نشاطه إلى خارج الجزائر حيث يُعتبر عضوا في لجنة المتابعة بالمؤتمر القومي الإسلامي وعضو الأمانة العامة لمؤتمر الأحزاب العربية مكلف برئاسة مكتب الأحزاب المغاربية.
كما انتخب رئيسا للمنتدى العالمي للبرلمانيين الإسلاميين الذي تأسس في 21 جانفي 2007 بالعاصمة الإندونيسية جاكارتا. وهو رئيسه حاليا بالنيابة.
كان صاحب دور أساسي في تأسيس وقيادة العمل الطلابي بالجامعة الجزائرية في نهاية الثمانينات (الإتحاد العام الطلابي الحر) وهو عضو المجلس الاستشاري لمنتدى كوالالمبور للفكر والحضارة وعضو رابطة برلمانيون لأجل القدس وعضو ملتقى العدالة والديمقراطية

## نشاطه السياسي
كان عضوا بالمكتب التنفيذي الوطني لحركة مجتمع السلم منذ تأسيسها، حيث تولى أمانة السياسة ثم أمانة الإعلام، كما كلفه محفوظ نحناح مهمة الناطق الرسمي باسمه في رئاسيات 1995، كما أسند له الشيخ في فترة مرضه مهمة الناطق الرسمي للحركة خلال الفترة من سنة 2002 إلى 2003.
سعى الأستاذ عبد المجيد مناصرة لإعادة ترتيب الحركة بعد وفاة محفوظ نحناح، والتأكيد على وطنيتها ومشاركتها الفاعلة في المجتمع السياسي والمدني الجزائري، حيث رفض عبد المجيد مناصرة آنذاك أن يغير المكتب الوطني القديم القانون الأساسي لكي يترأس الحركة بعد محفوظ نحناح حيث كان القانون الأساسي يمنع من هم دون 40 سنة من قيادة الحركة.
شارك عبد المجيد مناصرة في جولات الحوار الوطني وقاد مع إخوانه عملية إنشاء «التحالف الرئاسي»، والذي كان أحد أسباب خروجه من حمس بعد أن تميع التحالف ولم يتم ترقيته لشراكة حقيقية، فلم يعين عبد العزيز بوتفليقة وقتها أي رئيس للحكومة من حمس وكان قيادات الحركة يُرَدّدون «نحن في الحكومة ولسنا في الحكم».

## خروجه من حمس
بعد تولي الشيخ أبو جرة سلطاني رئاسة الحركة بعد محفوظ نحناح لاقى معارضة شديدة حيث تأسس تيار داخل حمس عُرف باسم «تيار التغيير» والذي كان يقوده الأستاذ عبد المجيد مناصرة والذي عارض ما اعتبروه «انحرافات في منهج الحركة» تسبب بها حسبهم أبو جرة سلطاني.
في المؤتمر الثالث لـحركة مجتمع السلم كان السباق محموما بين عبد المجيد مناصرة وأبو جرة سلطاني حيث انسحب عبد المجيد مناصرة من سباق رئاسة الحركة «حفاظا على الحركة من الانقسام» حسبه.
استمر عبد المجيد مناصرة بعدها سنة كاملة بالتقريب حتى 15 ربيع الثاني 1430هـ الموافق 10 أفريل 2009م أين خرج من حمس وأسس رفقة 30 شخصية"حركة الدعوة والتغيير وذلك بعدما استنفذوا كل طرق الإصلاح في حركة مجتمع السلم. حيث تقلد منصب نائب رئيس حركة الدعوة والتغيير، ثم ترأس جناحها السياسي جبهة التغيير في 18 فيفري 2012.

## رئاسته لجبهة التغيير

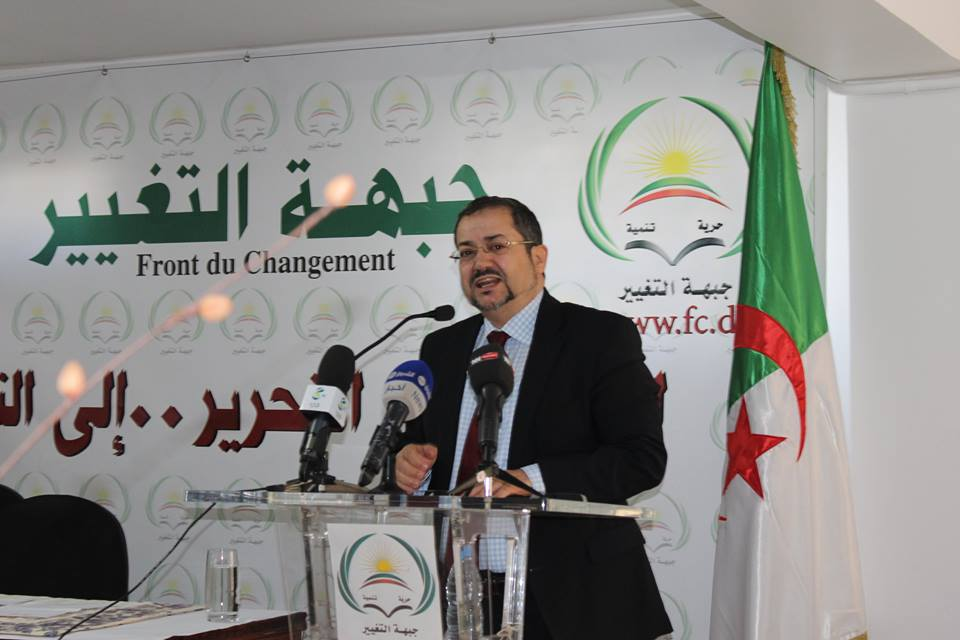
عبد المجيد مناصرة رئيس جبهة التغيير

بعد الربيع العربي أطلق الرئيس الجزائري عبد العزيز بوتفليقة عملية إصلاح سياسي أفضت إلى إجراء عددٍ من التعديلات القانونية مما فتح الباب لتأسيس أحزابٍ جديدة.
و هنا حصل عبد المجيد مناصرة رفقة عدد من القيادات المستقيلة من حركة مجتمع السلم على اعتماد حزبه المعارض جبهة التغيير وعقد مؤتمره الأول في يوم الشهيد السبت 18 فيفري 2012، حيث اختاره المؤتمر رئيسا للحزب.
شاركت جبهة التغيير في الانتخابات التشريعية لسنة 2012 وحصلت على 4 مقاعد في المجلس الشعبي الوطني.

## الوحدة مع حمس

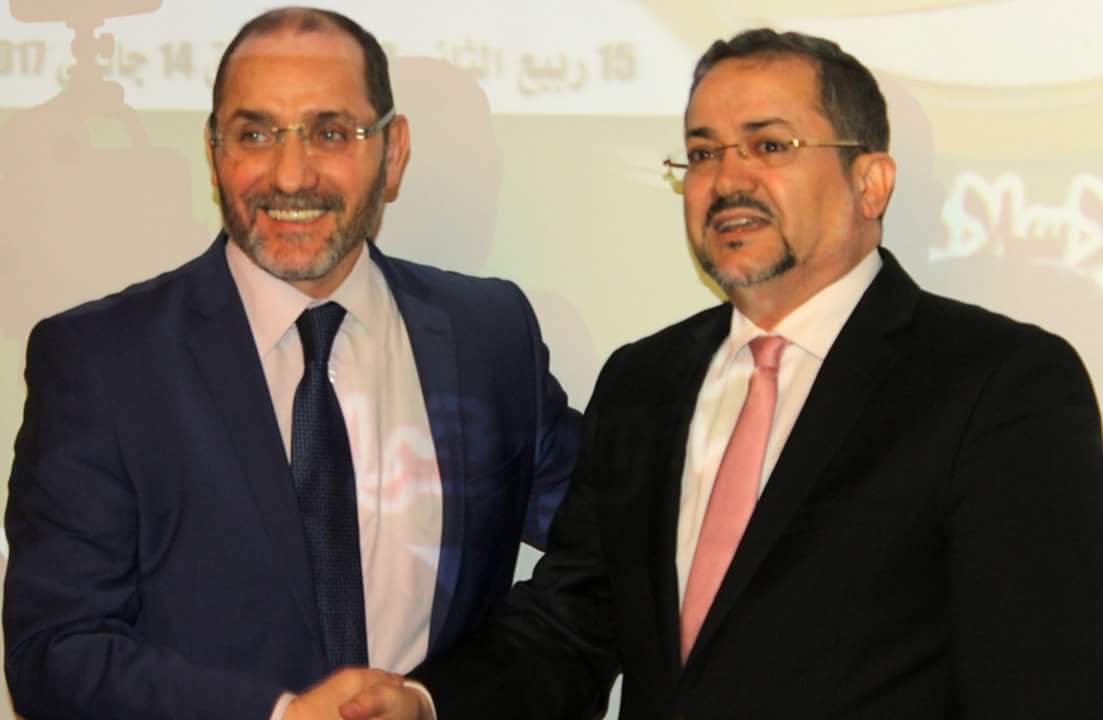
الندوة الصحفية المشتركة لإعلان الوحدة بين حركة مجتمع السلم وجبهة التغيير

في 26 مارس 2013 أعلنت حمس وجبهة التغيير عن اتفاق أولي لبدأ التفاوض لتوحيد أبناء حركة محفوظ نحناح.
ليتم الإعلان في 14 جانفي 2017 من طرف كل من عبد المجيد مناصرة وعبد الرزاق مقري في ندوة صحفية عن الدخول بقوائم مشتركة في الانتخابات التشريعية ثم دمج حزبي حركة مجتمع السلم وجبهة التغيير  بعد الانتخابات التشريعية الجزائرية لسنة 2017.
ترسمت الوحدة بعقد مؤتمر لحل جبهة التغيير في 01 جويلية 2017 ثم الإعلان عن المؤتمر السادس الاستثنائي لحركة مجتمع السلم في 22 جويلية 2017.
تشكل في المؤتمر السادس الاستثنائي لحركة مجتمع السلم مجلس الشورى توافقي بعد دمج المجلس الوطني لكلا الحزبين مناصفة ثم تشكيل مؤسسات توافقية في الولايات.
و تم في المؤتمر تزكية عبد المجيد مناصرة رئيسا لحركة مجتمع السلم لمدة ستة أشهر حيث قاد الحركة في الانتخابات المحلية لسنة 2017 ثم تنازل عن رئاسة الحركة للدكتور عبد الرزاق مقري ليعود هذا الأخير لرئاسة الحركة[14] إلى غاية المؤتمر السابع.

## نشاطه الفكري
يعتبر الأستاذ عبد المجيد مناصرة من رواد العمل الإسلامي في العالم، ويعتبر نفسه تلميذاً للشيخين محفوظ نحناح ومحمد بوسليماني وتأثر كذلك بكتابات أبو الأعلى المودودي.
كما له العديد من المقالات المؤلفات.

## مؤلفاته
1. دروس في العمل السياسي الإسلامي.
2. مستقبل الحركة: معالم التغيير ومسالك التطوير.
3. مقالات في الأزمة.
4. الإصلاح السياسي: أولوية غير قابلة للتأجيل.